# Lijst van burgemeesters van Montfoort
Dit is een lijst van burgemeesters van de Nederlandse gemeente Montfoort in de provincie Utrecht.
| Ambtsperiode              | Naam burgemeester                            | Partij of stroming | Bijzonderheden                                                                                            |
| ------------------------- | -------------------------------------------- | ------------------ | --- |
| 1824 - 1836               | Hendrik Antonij Gobius                       |                    | Tevens burgemeester van Willeskop van 1818 - 1836                                                         |
| 1836 - 1842               | Johannes Hendrikus Chistoforus Sieverts      |                    | Overleden op 25-05-1842 te Montfoort                                                                      |
| 1842 - 1852               | Petrus Nobel                                 |                    | Overleden te Montfoort op 21-10-1863                                                                      |
| 1852 - 1873               | Gerard van Dam                               |                    | tevens (tijdens deel van deze periode) burgemeester van Linschoten, Snelrewaard, Achthoven en Wulverhorst |
| 1874 - 1881               | Cornelis Wernard Eduard van Voorst van Beest |                    | Vertrek naar Maarssen, maar wordt geen burgemeester meer.                                                 |
| 1881 - 1898               | Willem Johan van Erpers Roijaards            |                    | Vertrekt naar Wormerveer, burgemeester aldaar van 1898 tot 1900                                           |
| 1898 - 1906               | Johan François Bartold van Hasselt           |                    | tevens burgemeester van Willeskop (vanaf 1899), later burgemeester van Zaltbommel                         |
| 1906 - 1909               | A.C.M. Muskeijn                              |                    | tevens burgemeester van Willeskop, is naar Amerika vertrokken                                             |
| 1909 - 1915               | Frederik Hendrik (F.H.) van Kempen           |                    | tevens burgemeester van Willeskop                                                                         |
| 1915 - 1920               | Th.P.J. Elsen                                |                    | tevens burgemeester van Willeskop, later burgemeester van Harmelen, Naaldwijk en Rijswijk                 |
| 1920 - 1945               | Joannes Bernardus Kemme                      |                    | tevens burgemeester van Willeskop                                                                         |
| 1946 - 1966               | F.J.A.M. Monchen                             |                    | tevens burgemeester van Willeskop                                                                         |
| 1966 - 1974               | Mans (H.A.C.) Middelweerd                    | KVP                | tevens burgemeester van Willeskop, later burgemeester van Vleuten-De Meern                                |
| 1975 - 1989               | Hubert (H.M.) de Jonge                       | KVP / CDA          | tevens burgemeester van Willeskop, later burgemeester van Sassenheim                                      |
| 1989 - 2002               | Johan (J.C.) de Jong                         | CDA                | voorheen burgemeester van Driebruggen                                                                     |
| 2002 - 2003               | Jules (J.G.) Bijl                            | D66                | waarnemend                                                                                                |
| 2003 - 2015               | Bert (E.L.) Jansen                           | D66                | |
| 17 febr. 2015 - dec. 2015 | Theo (Th.) van Eijk                          | CDA                | waarnemend                                                                                                |
| 6 jan. 2016 - heden       | Petra van Hartskamp-de Jong                  | VVD                | [ 1 ] [ 2 ]                                                                                               |